# روجر باركر
روجر باركر (بالإنجليزية: Roger Barker)‏ هو عالم نفس أمريكي، ولد في 1903 في ماكسبورغ في الولايات المتحدة، وتوفي في سبتمبر 1990 في أسكلووسا في الولايات المتحدة.